# 大工町 (八戸市)
大工町（だいくまち）は、青森県八戸市の地名。

## 地理
八戸市の中央部に位置し、北に寺横町、東に鷹匠小路、南に鍛冶町・大字糠塚字古常泉下、西に鳥屋部町が面している。地区の面積は12668平方メートル。八戸市中心市街地の区域、吹上地域に属する。

## 地名の由来
南部八戸の城下町によると「町名は大工の住む職人町に由来する」と記されている。

## 歴史

### 沿革
- 1872年（明治5年）町村役人廃止により大区小区制による地方行政制度に改められる[7]。大工町は九大区二小区の42村の一つに含まれた[8]。
- 1889年（明治22年）4月1日 - 町村制施行。大工町は三戸郡八戸町に属する。
- 1929年（昭和4年） 市制施行に伴い、大工町は八戸市に属する[9]。

## 世帯数と人口
| 字         | 世帯数 | 人口 |
| 大字大工町 | 27世帯 | 37人 |
| 合計       | 27世帯 | 37人 |